# Joseph Prosper André
Pour les articles homonymes, voir André.
Joseph Prosper André est un homme politique français né le 17 janvier 1829 à Fillières (Meurthe-et-Moselle) et mort le 15 juillet 1883 à Saint-Servan (Ille-et-Vilaine).

## Biographie
Fils d'un marchand, Joseph Prosper André devient médecin et s'installe en 1856 à Mars-la-Tour où il devient maire de la commune en 1859. Il s'installe ensuite à Ars-sur-Moselle où il est élu conseiller municipal en 1865, adjoint en octobre et maire en septembre 1868. Il soutient la formation d'un cercle de la Ligue de l'enseignement en 1867 et fait des conférences sur l'hygiène et la santé organisé par le Comice agricole de Metz auquel il a adhéré en 1857. Il devient conseiller d'arrondissement en 1867 puis général en juin 1870 contre un candidat officiel, Ernest de Bouteiller. Sa victoire est cependant annulée en raison d'erreurs de comptage de voix. Durant le siège de Metz en 1870, il fait passer des missives et favorise l'introduction d'émissaire français dans la ville. Ces deux moments lui permettent d'avoir un certain prestige et il est élu représentant de la Moselle le 8 février 1871 avec le soutien des républicains. 
Cependant après la ratification dues accords de paix, il démissionne le 1er mars 1871 avec l'ensemble des députés des territoires annexés. Mais dès le 22 mars il demande à reprendre son siège. Il finit par accepter un poste de préfet et quitte la Moselle. Il est d'abord préfet des Ardennes en mars, sans véritablement entrer en fonction, avant d'être envoyé en Haute-Marne, le 1er avril, toujours sans suite, puis dans la Drôme en avril 1871 jusqu'en février 1873 où on l'envoit en Isère. Il s'installe plus durablement en  avril 1876 Côte-d'Or avant d'être remplacé après la Crise du 16 mai 1877. Après les nouvelles élections, il est placé au poste d'Ille-et-Vilaine en décembre 1877 jusqu'à sa mise en disponibilité en juillet 1882.

## Distinctions
- Chevalier de la Légion d'honneur (1875)
- Officier de la Légion d'honneur (1881)

### Sources
- « Joseph Prosper André », dans Adolphe Robert et Gaston Cougny, Dictionnaire des parlementaires français, Edgar Bourloton, 1889-1891 [détail de l’édition]
- Jean El Gammal, François Roth et Jean-Claude Delbreil, Dictionnaire des Parlementaires lorrains de la Troisième République, Serpenoise, 2006 (ISBN 2-87692-620-2 et 978-2-87692-620-2, OCLC 85885906, lire en ligne), p. 271
- « ANDRE, Joseph Prosper », sur Archives nationales (consulté le 12 mai 2020)